# 阿里山鸢尾兰
阿里山鸢尾兰（学名：Oberonia arisanensis），又称阿里山莪白蘭为兰科鸢尾兰属下的一个种。

## 扩展阅读
- 維基物種上的相關：阿里山莪白蘭